# Иосиф Генезий
Иосиф Генезий или Генесий (греч. Ἰωσὴφ Γενἐσιος, арм. Հովսեփ Գենեսիուս ) — византийский историк X века. Генезий происходил из знатного армянского рода. Возможно, внук Константина Армянина — высокопоставленного сановника сер. IX в. при императорах Михаиле III и Василии I. Его имя упоминается среди других литераторов IX в. предисловии к «Истории» Иоанна Скилицы.

## Хроника (Псевдо-)Генезия
Долгое время имя Генезия ассоциировалось с анонимным текстом, озаглавленным «О правлении императоров» (др.-греч. Βασιλείαι). Впервые этот текст под именем Генезия был издан Карлом Лахманном в серии «Corpus scriptorum historiae Byzantinae» в 1834 году.
Современная византинистика ставит под сомнение авторство Генезия. Сам текст не содержит указания на автора, но известно, что текст был составлен при дворе императора Константина VII Багрянородного. Сочинение содержит информацию об истории Византийской империи с 813 по 886 года.

## Издания

### На древнегреческом
- Theophylacti Simocattae historiarum libri octo. /Ed. I. Bekkerus, C. Lachmanni. Corpus scriptorum historiae Byzantinae. — Bonn, 1834.
- Iosephi Genesi regum librum quattuor. / Ed. A. Lesmüller-Werner, H. Thurn. Corpus Fontium Historiae Byzantinae. Vol. XIV, Series Berolinensis. — Berlin: De Gruyter, 1973. ISSN 0589-8048.

### На английском
- Genesios. On the Reigns of the Emperors. / Ed. A. Kaldellis. — Canberra, 1998.

### На немецком
- Ioseph Genesios. Byzanz am Vorabend neuer Größe. / Üb. von A. Lesmüller-Werner. — Wien, 1989.